# Szeghalom (distrikt)
Szeghalom är ett distrikt i Ungern. Det ligger i provinsen Békés, i den centrala delen av landet, 170 km öster om huvudstaden Budapest.